# 立花理香
立花理香（日语：／ Tachibana Rika，1987年2月27日—），日本女節目主持、模特兒、声优。出身於廣島縣，隸屬於WITH LINE。
研究所時期專攻心理學，2009年之後開始進行演藝活動，主要在關西地方演出。身高155公分，血型AB型，暱稱「りかにゃん」。

## 來歷
廣島縣出身，但在京都府長大，所以平時較常以京都腔交談。
2013年11月，因进行声优活动，其事务所移籍至东京，现隶属于Holy Peak 。
2017年11月，宣布在2018年2月發行迷你專輯歌手出道。
2018年10月31日離開Holy Peak恢復自由身。2019年2月1日加入WITH LINE。
2019年12月27日宣布與歐力士野牛的若月健矢結婚。

## 人物
- 興趣是購物、閱讀、動畫。
- 擅長彈鋼琴，也可以背誦圓周率。

## 出演

### 電視節目
- WORLD COLLECTION（MBS毎日放送）
- ビーバップ!ハイヒール（ABC朝日放送）
- ベリータ（MBS毎日放送）
- MUSIC EDGE（MBS毎日放送）
- たけしのニッポンのミカタ!（東京電視台）
- MUSIC☆JUNGLE TV（J:COM）
- 関西鉄道すごろくクイズ（NHK綜合）
- 恋してトラベル（NHK綜合）
- キラリアビューティーコンシェルジュ（MBS毎日放送）
- 女の子宣言!アゲぽよTV（MBS毎日放送）
- 西方笑土 トップギアライブ（NHK大阪）
- どれ☆きよ天気予報（MBS毎日放送）
- 美 Health NAVI（J:COM）
- Vintage（關西電視台）
- キャラもん（讀賣電視台）
- お出かけ！ごはん（Baycom）

### 廣播節目
- The Break〜アメリカ村アイドル（Kiss-FM神戶、2009年4月10日）
- MBSうたぐみ Smile×Songs 星期一節目主持人（MBS廣播、2012年4月9日～）

### 電視廣告
- 第40回NHK上方漫才コンテスト
- 「Avanti×FISMY」2011年新年議價
- 「スコール」
- 「ポートアイランドドライビングスクール」

### PV
- ガガガSP 「卒業 ～俺様天才偉業集 ver.～」

### 電視動畫
2015年
- 偶像大師 灰姑娘女孩（小早川紗枝[5]）
- 我被抓到貴族女校當「庶民樣本」（有栖川麗子[6]）

2016年
- 幸運邏輯（克勞·博）
- 聖潔天使（CODEΩ77斯特拉）
- 灼熱桌球娘（湯川百合、蠍田幸子）

2017年
- 動物朋友（非洲野犬[7]）
- 偶像大師 灰姑娘女孩劇場 1st SEASON·2nd SEASON（小早川紗枝）

2018年
- 實驗品家庭（小學校教師[8]）
- 偶像大師 灰姑娘女孩劇場 3rd SEASON（小早川紗枝）
- 百鍊霸王與聖約女武神（希格德莉法）
- 天空與海洋之間（村上波乃）
- 聖鬥士星矢 聖鬥少女翔（阿特[9]）

2019年
- 雨色可可 sideG（蓮）
- 動物朋友2（非洲野犬）
- 八月的棒球甜心（阿佐田葵[10]）
- 高中女生（富戶桃子）
- 偶像大師 灰姑娘女孩劇場 CLIMAX SEASON（小早川紗枝）
- Z/X Code reunion（上柚木櫻[11]）
- 廚病激發BOY（教師、家庭科教師、家庭科部部長）
- 刺客守則（女學生）

2020年
- 少女前線 人形小劇場 狂亂篇（Super SASS）
- 超異域公主連結 Re:Dive（凱留）
- 突擊莉莉 BOUQUET（番匠谷依奈[12]）

2022年
- 超異域公主連結 Re:Dive Season 2（凱留[13]）
- 少女前線（Super SASS）
- 不會拿捏距離的阿波連同學（保健老師）
- 幕末替身傳說（町娘）

2023年
- 為了養老金去異界存八萬金（柯蕾特[14]）
- 謊言遊戲（秋月乃愛[15]）

2025年
- 來到棒球場捕捉我吧！（有希[16]）

### OVA
2015年
- 尋找失去的未來（華宮曾祖母）

2019年
- 巨蟲列島（成瀨千歳） - 漫畫第6卷附贈動畫特裝版

### 劇場版動畫
2020年
- 巨蟲列島（成瀨千歳[17]）

2024年
- 死亡愛麗絲 最終最後的物語（小紅帽[18]）

### 遊戲
2014年
- 偶像大師 灰姑娘女孩（小早川紗枝[19]）
- 東京七姐妹（桂木和美）

2015年
- 偶像大師 灰姑娘女孩 星光舞台（小早川紗枝）

2017年
- 碧藍幻想（ユイシス）
- 死印（梅莉）
- 八月的棒球甜心（阿佐田葵）
- 少女前線（Super sass/mk48)
- 御靈錄Otogi（童子切安綱）
- 問答RPG 魔法使與黑貓維茲（伊露莎·拉）

2018年
- 魔法紀錄 魔法少女小圓外傳（阿見莉愛）
- 超異域公主連結 Re:Dive（凱留）
- SINoALICE（小紅帽〈第2代〉）
- 殘機為零（瀨戶內美奈望）
- 食之契約（食鍋拌飯、桂花糕）

2019年
- 明日方舟（翎羽、砾）
- Crash Fever（司馬遷）[20]

2020年
- 閃耀幻想曲（橘妮娜）

2023年
- 魔法禁书目录 幻想收束（狄翁‧弗瓊[21]）

### 廣播劇CD
- 聖鬥士星矢 聖鬥少女翔（阿特[22]）※《Champion RED》12月號特別附錄
- 椿姬姉妹的優雅（暫）假日〜遊樂園篇〜 （椿姬燈里）
- 新娘特別班（十六夜美月）

### 影像商品
- THE IDOLM@STER CINDERELLA GIRLS 2ndLIVE PARTY M@GIC!!（2015年）[23]
- 聲優夢日記 立花理香（2015年）
- CINDERELLA PARTY! （2016年）
- THE IDOLM@STER CINDERELLA GIRLS 3rdLIVE 灰姑娘舞會 -Power of Smile- Blu-ray Day1（2016年）[24]
- 廣播節目 偶像大師 灰姑娘女孩「Dereraji」DVD Vol.9[25]
- THE IDOLM@STER CINDERELLA GIRLS 4thLIVE TriCastle Story[26]

### LIVE、活動
- THE IDOLM@STER CINDERELLA MASTER CD系列累計出貨100萬張突破＆角色歌系列第6彈發售記念活動（2014年5月31日，科學技術館Science Hall）
- THE IDOLM@STER CINDERELLA GIRLS 2ndLIVE PARTY M@GIC!!（2014年11月30日，代代木競技場第一體育館）
- CINDERELLA REAL PARTY! 02 〜〜 中午部（2015年6月13日，山野會館）
- THE IDOLM@STER CINDERELLA GIRLS 3rdLIVE 灰姑娘舞會 - Power of Smile -（2015年11月28日，幕張展覽館國際展示場）
- THE IDOLM@STER CINDERELLA GIRLS 4thLIVE TriCastle Story -Brand New Castle-（2016年10月15日，埼玉超級競技場）
- THE IDOLM@STER CINDERELLA GIRLS 5thLIVE TOUR Serendipity Parade!!! 大阪公演（2017年6月9、10日，大阪城音樂廳）
- THE IDOLM@STER CINDERELLA GIRLS 5thLIVE TOUR Serendipity Parade!!! 幕張公演（2017年7月8、9日，幕張Event Hal）
- THE IDOLM@STER CINDERELLA GIRLS 5thLIVE TOUR Serendipity Parade!!! 埼玉超級競技場公演（2017年8月12日，埼玉超級競技場）
- FANJ Premium Live 2018（2018年4月1日、京都FANJ）

### 模特兒活動、其他
- 東条湖綠色廣場飯店婚禮模特兒
- Dahon girl3期生
- 電影魔境夢遊公開紀念

　「Alice小姐大賽」審查員特別獎、Oricon Style獎
- Nissen 網站模特兒
- 倍美從 『ベルメゾンネット』 （页面存档备份，存于）網站模特兒
- NTT 「DoCoMo」
- 「Palm Riche」
- 「1111人鋼琴家」 - 主持人

### 戲劇
- ACT RUSH - Prelude

## 音樂

### 單曲
|            | 發售日期      | 標題               | 商品編碼 | 商品編碼 | 最高排名 |
| 初回限定盤 | 發售日期      | 標題               | 通常盤   |          | 最高排名 |
| ---------- | ------------- | ------------------ | -------- | -------- | -------- |
| 1st        | 2019年2月13日 | カラフルパサージュ | TECI-653 | TECI-654 | 44位     |
| 2nd        | 2019年5月15日 | Returner Butterfly | TECI-672 | TECI-673 | 48位     |

### 專輯
|            | 發售日期      | 標題         | 商品編碼  | 商品編碼  | 最高排名 |
| 初回限定盤 | 發售日期      | 標題         | 通常盤    |           | 最高排名 |
| ---------- | ------------- | ------------ | --------- | --------- | -------- |
| 1st        | 2020年1月22日 | Heart Shaker | TECI-1669 | TECI-1670 | 68位     |

### 迷你專輯
|     | 發售日期      | 標題  | 商品編碼  | 最高排名 |
| --- | ------------- | ----- | --------- | -------- |
| 1st | 2018年2月28日 | Flora | TECI-1566 | 32位     |
| 2nd | 2018年8月29日 | LIFE  | TECI-1593 | 36位     |

### 音樂合作
| 樂曲               | 音樂合作一覽                         | 時期   |
| ------------------ | ------------------------------------ | ------ |
| カラフルパサージュ | 電視動畫《雨色可可 sideG》主題曲     | 2019年 |
| Returner Butterfly | 電視動畫《信長老師的年幼妻子》片尾曲 | 2019年 |

## 外部連結
- 立花理香官方網站 （页面存档备份，存于） （日語）
- 立花理香オフィシャルブログ「理香準備室」 （页面存档备份，存于） （日語）
- 立花理香的X（前Twitter）（日語）